# Гари (Нюксенский район)
Гари — упразднённая деревня в Нюксенском районе Вологодской области России.

## География
Урочище находится в северо-восточной части области, в подзоне средней тайги, к востоку от реки Малая Гремячая, на расстоянии примерно 12 километров (по прямой) к юго-юго-востоку от Нюксеницы, административного центра района.

### Климат
Климат характеризуется как умеренно континентальный, с продолжительной холодной многоснежной зимой и относительно коротким умеренно тёплым влажным летом. Среднегодовая температура воздуха — +1,8 °C. Средняя температура воздуха самого холодного месяца (января) — −13,1 °C, средняя температура самого тёплого (июля) — +17 °С. Безморозный период длится 100—110 дней. Среднегодовое количество атмосферных осадков составляет 450—500 мм, из которых около 330—350 мм выпадает в вегетационный период. Снежный покров держится в течение 160—165 дней. В течение года господствуют ветры юго-западного направления.

## История
По данным 1914 года, в деревне проживало 32 человека (19 мужчин и 13 женщин). В административном отношении входила в состав Всесвятского сельского общества Богоявленской волости Велико-Устюгского уезда.
В 1938 году входила в состав Городищенского сельсовета. В деревне имелось 10 хозяйств и проживал 51 человек. Действовало отделение колхоза «Смена». В 1947 году в Гарях числилось 40 человек. Упразднена не позднее 1973 года.